# Senoculifer dentibulbis
Senoculifer dentibulbis là một loài nhện trong họ Philodromidae.
Loài này thuộc chi Senoculifer. Senoculifer dentibulbis được miêu tả năm 1936 bởi Balogh.